# Chaotic Wrestling
Chaotic Wrestling (CW) es un circuito independiente de lucha libre profesional, fundada en el año 2000 por Jaime Jamikowski, su sede se encuentra en una ciudad de Massachusetts, Estados Unidos.
Chaotic Wrestling se compone principalmente de luchadores independientes y los veteranos (es decir luchadores que fueron estrellas en su tiempo) establecidos de las principales promociones de lucha libre (ejemplos: WWE o TNA).
Chaotic Wrestling a realizado eventos cada dos o tres semanas desde su fundación en el año 2000.
Se puede considerar que Chaotic Wrestling es un "alimentador alimentado" (quiere decir que es una promoción de lucha libre que ejerce luchadores para que luego lleguen a las grandes empresas). 
Ya que de esta empresa han salido diversos luchadores profesionales, como por ejemplo:
- Kofi Kingston - WWE.
- Damien Sandow - WWE.
- Darren Young - WWE.
- Sasha Banks - WWE.
- Alisha Edwards - TNA/IMPACT Wrestling

Entre otros.

## Campeonatos Activos
| Campeonato                  | Campeón actual               | Fecha                   | Días como campeón | Campeón anterior   |
| --------------------------- | ---------------------------- | ----------------------- | ----------------- | ------------------ |
| CW Heavyweight Championship | Mike Verna                   | 30 de diciembre de 2020 | 1532              | Christian Casanova |
| CW Tag Team Championship    | Aiden Aggro & The DangerKid) | 28 de enero de 2021     | 1503              | JT Dunn & Davienne |
| CW Women's Championship     | Basic Becca                  | 4 de enero de 2021      | 1527              | Ava Everett        |
| CW New England Championship | Adam Brooker                 | 28 de enero de 2021     | 1503              | Vacante            |

- Datos: Q3666257